# Michael Hoskin
Pour les articles homonymes, voir Hoskin.

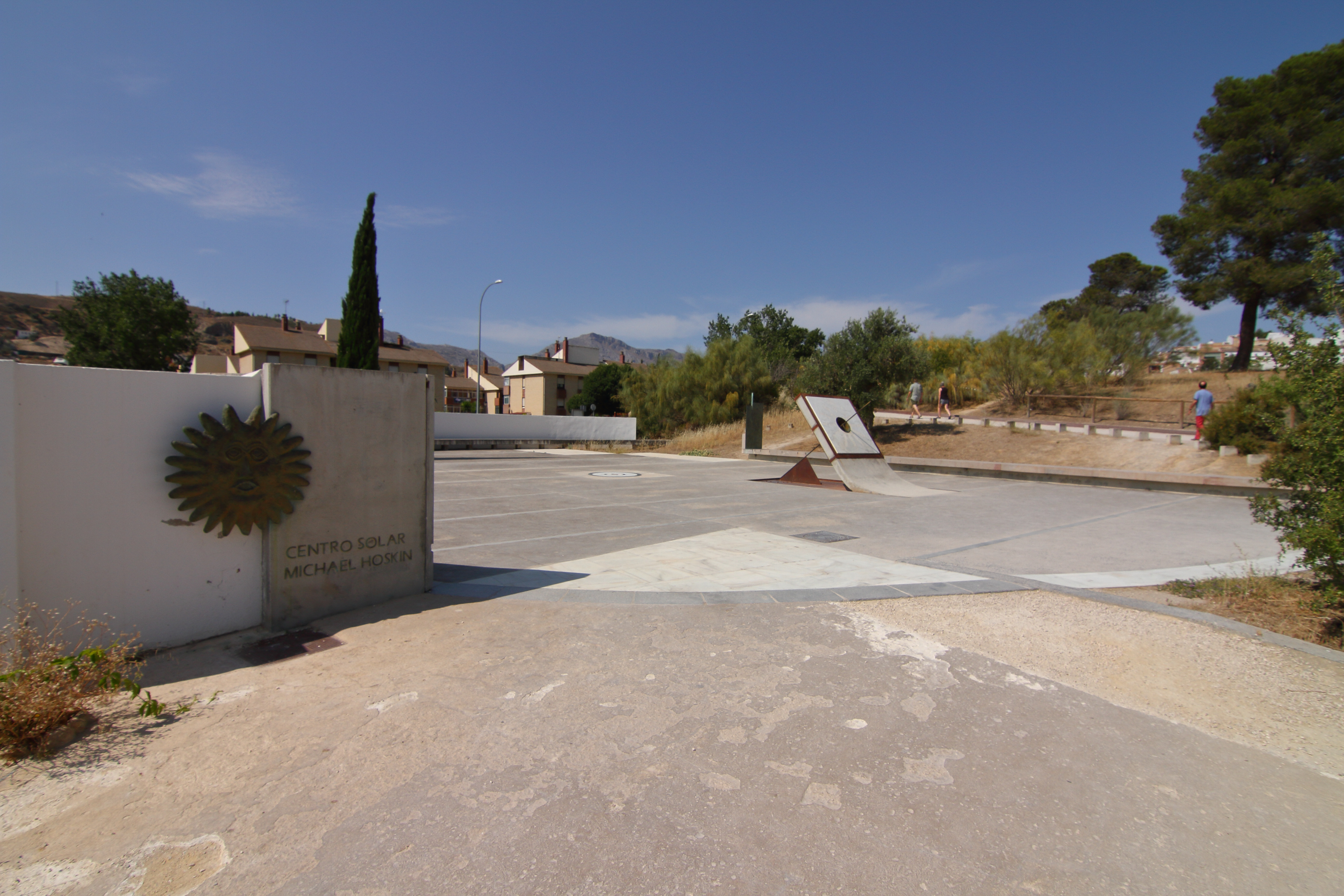
Centre solaire Michael-Hoskin.

Michael Hoskin, né le 27 février 1930 à Londres (Royaume-Uni) et mort le 5 décembre 2021 à Cambridge (Royaume-Uni),, est un archéoastronome et professeur britannique, professeur émérite d'histoire et philosophie des sciences à l'Université de Cambridge.

## Formation et carrière
Après avoir obtenu un doctorat en géométrie algébrique à l'université de Cambridge en 1956, il a enseigné l'histoire des sciences et spécialement l'histoire de l'astronomie aux universités de Leicester et de Cambridge. Sa trajectoire académique est liée à l'Université de Cambridge, en étant directeur pendant onze ans (1975-1986) du Département d'histoire et philosophie des sciences. Ses recherches portent sur l'histoire de l'astronomie et il a fondé en 1971 le Journal for the History of Astronomy. Ses travaux sur la famille de musiciens et d'astronomes Herschel sont particulièrement remarquables. À partir de sa retraite de l'université de Cambridge en 1988, il s'est entièrement consacré à l'astronomie préhistorique, apportant des contributions cruciales à notre connaissance des monuments mégalithiques d'Europe occidentale, de la Méditerranée et d'Afrique du Nord.
En Espagne, son travail est lié aux dolmens d'Antequera, à la suite de la publication du livre Tumbas, templos y sus orientaciones: una nueva perspectiva sobre la Prehistoria del Mediterráneo (« Tombes, temples et leurs orientations : une nouvelle perspective sur la Préhistoire du Méditerranée », 2001), dans lequel il étudie les orientations de quelque 3 000 mégalithes, dont 2 000 ont été étudiés in situ par lui-même. Bien que l'orientation canonique de 99,99 % d'entre eux soit céleste, vers la partie de l'horizon où le soleil se lève aux équinoxes et aux solstices, ses mesures montrent que, sur ce large échantillon, seuls les dolmens de Menga et d'El Romeral présentent une orientation terrestre vers des éléments du paysage, dans ce que l'on appelle un phénomène de monumentalisation du paysage. Sa découverte des orientations terrestres anormales du dolmen de Menga (vers la Peña de los Enamorados) et des tholos d'El Romeral (vers la chaîne montagneuse du Torcal) a été la base scientifique de la proposition des dolmens d'Antequera comme candidature espagnole au Patrimoine mondial de l'UNESCO en 2015. Cette théorie renforce les recherches menées par d'autres équipes archéologiques dans le cadre du Projet général de recherche « Sociétés, territoires et paysages dans la préhistoire d'Antequera », qui confirme la présence de graffitis néolithiques sur la partie de la montagne qui domine le Menga (abri Matacabras) et d'un établissement des communautés construisant des mégalithes dans la chaîne montagneuse d'El Torcal (grotte d'El Toro (es)).
En reconnaissance de sa contribution, un espace ouvert lui a été dédié en 2008 dans l'ensemble archéologique de Dólmenes de Antequera, qui a été rebaptisé Centre solaire Michael Hoskin et qui présente un médaillon au sol avec son visage pour contempler le ciel et un cyprès pointant dans cette direction. Cet événement a eu lieu en présence des participants au congrès « Cosmologie à travers les cultures », qui ont été accompagnés dans leur visite par Juan Antonio Belmonte, professeur à l'Institut d'astrophysique des Canaries. En 2009, le professeur[Lequel ?] donne à la communauté autonome d'Andalousie un ensemble de 5 466 photographies et 134 publications, rassemblées au cours d'une vie consacrée à l'étude des constructions préhistoriques, qui ont été déposées au Conjunto Arqueológico Dólmenes de Antequera.

## Publications
- William Herschel and the Construction of the Heavens (1963)[7]
- Second Thoughts of Thomas Wright of Durham (1968)
- The Mind of the Scientist (1971)
- Stellar Astronomy : Historical Studies (1982)
- The General History of Astronomy (1984); vol.2A (1989), vol. 2B (1995)[8]
- Taulas and Talayots (1988)
- The Cambridge Illustrated History of Astronomy (1997)[9]
- The Cambridge Concise History of Astronomy (1999)
- Tombs, Temples and Their Orientations : A New Perspective on Mediterranean Prehistory (2001)
- History of Astronomy : A Very Short Introduction (2002)[10]
- The Herschel Partnership : As viewed by Caroline (2003)[11]
- Caroline Herschel’s Autobiographies (2003)[12]
- The Herschels of Hanover (2007)[13]
- Discoverers of the Universe, 2011
- The Construction of the Heavens : William Herschel's Cosmology, 2012
- Caroline Herschel : Priestess of the New Heavens, 2013
- William and Caroline Herschel : Pioneers in Late 18th-Century Astronomy, 2013

## Prix et distinctions
- Membre fondateur du St Edmund's College de Cambridge, il reçoit en 2002 le titre de membre émérite.
- Membre du Churchill College de Cambridge à partir de 1969, en étant son président dans la période 1981-1991.
- Membre de l'Académie internationale d'histoire des sciences à partir de 1974[14].
- Membre honoraire de la Royal Astronomical Society à partir de 2007.
- Membre honoraire de l'Union astronomique internationale. En son honneur, son nom a été donné, en 2002, à l'astéroïde (12223) Hoskin[15],[16].
- Académicien honoraire de l'Académie royale des arts nobles d'Antequera à partir de 2013[17].
- Prix Doggett 2004 de l'Union américaine d'astronomie[18]
- Médaille Jaschek de la Société Européenne pour l'Astronomie dans la Culture[19]
- Médaille d'or du mérite des beaux-arts accordée en 2015 par le ministère de la Culture du Gouvernement de l'Espagne pour ses recherches sur les Dolmens d'Antequera[20].
- Médaille Menga 2016, accordée par la Junte d'Andalousie et l'Ensemble Archéologique Dólmenes d'Antequera[21].